# David Budtz Pedersen
David Budtz Pedersen, född 1980, är en dansk filosof. 
David Budtz Pedersen utbildade sig 2000–2007 i filosofi och vetenskapspolitik vid Köpenhamns universitet, med en magisterexamen 2007. Han disputerade vid samma universitet 2011 med avhandlingen Political Epistemology.
Han är sedan 2017 professor vid humanistiska fakulteten vid Aalborg Universitet. Han leder tillsammans med Frederik Stjernfelt Humanomics research centre vid Aalborg universitet København i Köpenhamn.